# Birkin (parish)
Birkin is een civil parish in het bestuurlijke gebied Selby, in het Engelse graafschap North Yorkshire met 141 inwoners.

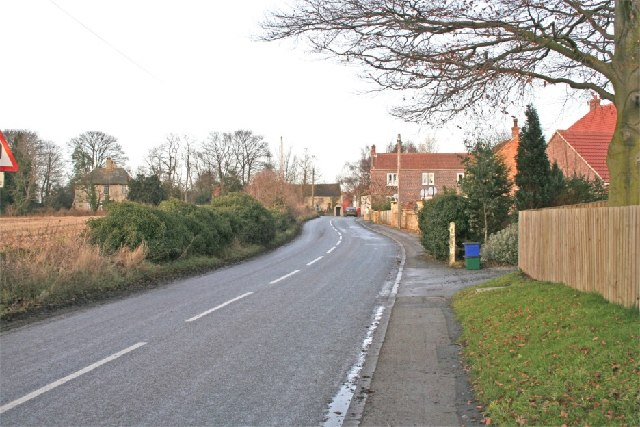
Birkin
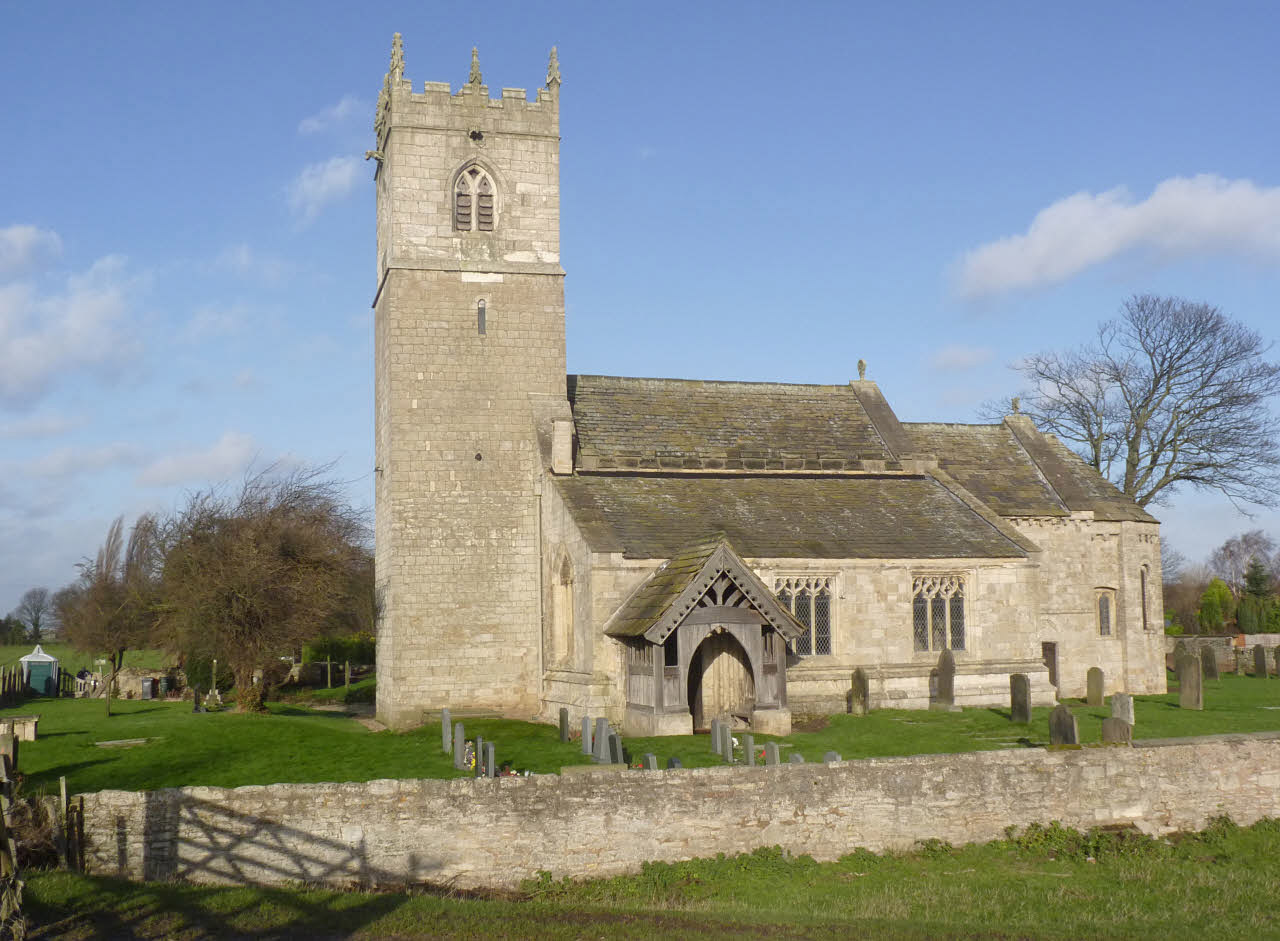
St. Mary's church